# Hortoonops
Hortoonops là một chi nhện trong họ Oonopidae.